# Kuwayama minuta
Kuwayama minuta är en insektsart som beskrevs av Crawford 1918. Kuwayama minuta ingår i släktet Kuwayama och familjen spetsbladloppor. Inga underarter finns listade i Catalogue of Life.